# Niklas Hermes
Niklas Hermes (* 20. April 1990 in Köln) ist ein deutscher Gastronom und ehemaliger Komponist und Musikproduzent.

## Werdegang
Niklas Hermes wuchs in Meerbusch auf und lebt heute in Cochem an der Mosel. Als Musiker, Songwriter und Musikproduzent arbeitete er unter anderem für Peter Wackel, Tim Toupet, Rabaue, Annina Ucatis, Mallorca Cowboys und Benni Herd. Seine Produktionen standen in DJ- und Verkauf-Charts und wurden ausgezeichnet (u. a. mit Gold & Platin). Auf über einer Million verkauften Tonträgern und Compilations sind seine Werke vertreten. 2013 stellte Niklas Hermes zusammen mit dem Musikmanager Andreas Rosmiarek für 150.000 verkaufte Einheiten einen digitalen Verkaufsrekord mit einer Cover-Version der Erfolgssingle „Ai Se Eu Te Pego!“ auf. Der Titel wurde über sieben Millionen Mal gestreamt und erreichte den Einstieg in die österreichischen Singlecharts.
Seine Musikkarriere begann Hermes als Solo-Trompeter in einer Big Band. Über fünf Jahre begleitete er dabei Musiker wie Heino und gastierte in Stadien vor über 50.000 Menschen. 2008 arbeitete er als Studiomusiker (Trompete und Chor-Gesang) u. a. für die Single „… So ein schöner Tag (Fliegerlied)“ von Tim Toupet. Diese erreichte Platz sechs in den deutschen Singlecharts und wurde mit einer goldenen und 2023 mit einer Platin-Schallplatte für 400.000 verkaufte Einheiten in Deutschland ausgezeichnet. Für seine Komposition des Sessions-Hit „Das Beste was es gibt“ der Kölner Kult Band Rabaue gab es 2014, im Rahmen der alljährlichen „Top of the Mountains“-Verleihungen, Gold in Österreich. In seinem NH-Studio entstanden seit 2009 weitere Schlager- und Pop-Produktionen.
Seit 2016 ist Niklas Hermes Besitzer eines Restaurants im Ferienort Cochem an der Mosel. Außerdem veranstaltet er regelmäßige Mitsing-Konzerte unter dem Namen „Sing mit Cochem“. 2022 eröffnete Hermes mit der Privatbrauerei Gaffel ein weiteres Lokal.

## Privat
Niklas Hermes hat eine 2018 geborene Tochter und einen 2023 geborenen Sohn. Er ist seit Januar 2022 verheiratet.